# A.J. Selin
Anders Johan Karlsson Selin, född 16 februari 1872 i Svenarums församling i Jönköpings län, död 11 juni 1933 i Risbygget, Svenarums församling  (under vistelse i Indien), var en svensk missionär utsänd av Svenska Alliansmissionen.
A.J. Selin var tillsammans med A.P. Franklin Svenska Alliansmissionens första missionär i Indien utsänd år 1900.
Han gifte sig 1914 med Viktoria Ekedahl (1882–1954).